# Parasmittina protecta
Parasmittina protecta is een mosdiertjessoort uit de familie van de Smittinidae. De wetenschappelijke naam van de soort is voor het eerst geldig gepubliceerd in 1905 door Thornely.